# Nedre Lundetjärnet
Nedre Lundetjärnet är en sjö i Bengtsfors kommun i Dalsland och ingår i Göta älvs huvudavrinningsområde.